# 427 km (Karelia)
427 km (ros. 427 км, krl. 427 km) – przystanek kolejowy w miejscowości Szujskaja Czupa, w rejonie prionieżskim, w Karelii, w Rosji. Położony jest na linii Wołchow - Murmańsk.